# Хам, Вальтер
Вальтер Хам (нем. Walther Hahm; 21 декабря 1894 — 11 августа 1951) — немецкий офицер, участник Первой и Второй мировых войн, генерал пехоты, кавалер Рыцарского креста с Дубовыми листьями.

## Первая мировая война
7 августа 1914 года — добровольцем поступил на военную службу, рядовым в пехотный полк. С января 1915 — унтер-офицер, с июня 1915 — лейтенант. За время войны награждён Железными крестами обеих степеней и австрийским орденом.

## Между мировыми войнами
Продолжил службу в рейхсвере. К началу Второй мировой войны — преподаватель в военном училище, подполковник.

## Вторая мировая война
С февраля 1940 года — командир пехотного батальона.
В мае — июне 1940 года — участвовал во Французской кампании. Награждён планками к Железным крестам обеих степеней (повторное награждение).
С декабря 1940 года — командир пехотного полка.
С 22 июня 1941 года — участвовал в боях против советских войск. С августа 1941 года — полковник. В ноябре 1941 года — награждён Рыцарским крестом (за бои под Москвой).
С января 1942 года — командир 260-й пехотной дивизии. С апреля 1942 года — генерал-майор.
С января 1943 года — генерал-лейтенант.
С апреля 1944 года — командир 389-й пехотной дивизии. В декабре 1944 года — награждён Дубовыми листьями к Рыцарскому кресту (за бои в районе Риги), назначен командующим 82-м армейским корпусом (на Западном фронте).
С 30 января 1945 года — в звании генерал пехоты. 8 мая 1945 года — взят в американский плен.

## Награды
- Железный крест (1914) 2-го класса (3 декабря 1914) (Королевство Пруссия)
- Железный крест (1914) 1-го класса (4 сентября 1917)
- Крест «За военные заслуги» 3-го класса с воинским отличием (Австро-Венгрия)
- Почётный крест Первой мировой войны 1914/1918 с мечами (1934)
- Медаль «За выслугу лет в вермахте» с 4-го по 1-й класс
- Пряжка к Железному кресту (1939) 2-го класса (27 мая 1940)
- Пряжка к Железному кресту (1939) 1-го класса (12 июня 1940)
- Рыцарский крест Железного креста с дубовыми листьями
  - рыцарский крест (15 ноября 1941)
  - дубовые листья (№ 676) (9 декабря 1944)
- Упоминание в Вермахтберихт (9 октября 1944)